# Bloglines
Bloglines是一個網頁介面的新聞聚合服務，透過RSS或Atom取得內容。不同於用戶端的新聞聚合軟體各自取得內容，Bloglines會統一在伺服器端定時更新。
Mark Fletcher在2003年成立Bloglines，並於2005年5月賣給Ask.com。
2010年9月10日，Ask.com宣布由於用户流失以及受到更強即時性的Twitter，Facebook等社群媒體擠壓，將於10月1日關閉Bloglines，並建議用戶匯出他們的訂閱。但是，在2010年11月4日網路行銷公司MerchantCircle宣佈取得Bloglines的控制權，在2011年5月26日，Reply!公司以6千萬的美元跟股票取得MerchantCircle，這個交易在2011年第3季完成。

## 外部連結
- （英文） 官方网站